# 竹内麗
竹内麗（たけうち うらら、2004年1月15日 - ）は、日本の女優である。
東京都出身。サンズエンタテインメント所属。

## 人物
趣味は映画・ミュージカル鑑賞、工作、鉛筆イラスト。特技はジャズダンス、タップダンス、歌うこと、子守り。

## 略歴
3歳の頃からダンスと歌を習い始め、6歳から子役として活動。Eテレの「ピタゴラスイッチ」おじいいちゃんスイッチのコーナー、「みいつけた!」のエンディング、「にほんごであそぼ」の野村萬斎のコーナーなどに出演。
Zero ProjectやYU-KI PROMOTIONで演技を学ぶ。2011年、「cosette〜レ・ミゼラブル〜」でミュージカルデビュー。
2014年4月より2019年3月までショッピングセンターOlympicとゼロプロキッズのコラボ企画「トコトンキッズダンサーズ」の第一期メンバーとして活動。Olympic各店でイベントに出演した。
2017年、13歳のときに第4回JUNON produce Girls CONTESTに参加し、ベスト30に選出される。
2019年5月よりワイドナショーに準レギュラーメンバーとして出演。

## 出演

### テレビ番組
- ワイドナショー（2019年5月-、フジテレビ）ワイドナ女子高生・ワイドナティーン 準レギュラー

### テレビドラマ
- 絶景探偵。第十一話（2017年、福島中央テレビ）羽鳥麻友 役[8]
- 仮面ライダーギーツ（2022年、テレビ朝日） - 女子高生A 役

### 舞台
- ミュージカル「cosette〜レ・ミゼラブル〜」（2011年）[2]
- ミュージカル「リズミックタウン」（2013年12月）妖精チュチュ 役
- 東京二期会オペラ「ドン・カルロ」（2014年2月）[9]高官のお嬢様 役
- YU-KI PROMOTION「Evolution」（2014年3月）音楽妖精 役[10]
- ミュージカル「冒険者たち〜この海の彼方へ〜」（2014年8月）カリック 役[11]
- ミュージカル「ズボン船長 FIFI AND THE SEVEN SEAS」（2015年1月）ジョジョ 役[12]
- ミュージカル「冒険者たち〜この海の彼方へ〜」（2015年8月）メゾ 役
- ミュージカル「雪のプリンセス」（2016年3月）ナダレ 役
- ミュージカル「ズボン船長 FIFI AND THE SEVEN SEAS」（2016年7月）ルナ 役[12]
- たやのりょう一座「ストリッパー物語」（2018年4月）直子 役[13]
- たやのりょう一座「蒲田行進曲」（2019年3月）ダンサー 役[13]
- 舞台「幕が上がる」（2024年8月 - 9月）[14]

### 映画
- 僕の鼠に口ひげは在るか（2015年、専門学校東京ビジュアルアーツ卒業制作[15]）紙屋 役
- 色の街（2019年）山崎瑞希 役[2]

### CM
- 日本マクドナルド、ハッピーセット「スポンジ・ボブ」（2011年）
- 日本マクドナルド、ハッピーセット「たまごっち」（2011年）
- ホクト、「奥様は気がきく魔女」（2011年）
- Olympic、「トコトン」キッズダンサー／ナレーション（2013年）
- 佐鳴予備校、「サナタブ編」（2015年）
- アルフレッサ、医薬品関係（2016年）
- マース ジャパン、シーバキャットフード 「とろーりめるてぃー」（2016年）
- ヤマト運輸、クロネコメンバーズ応援篇（2018年）
- 聖教新聞、「言葉篇」（2019年）[16]
- サントリー、サントリー天然水 澄み渡るお茶（2020年）[17]
- NTT docomo、ドコモのロング学割「先生からみんなへ」篇（2020年）